# Pimm's

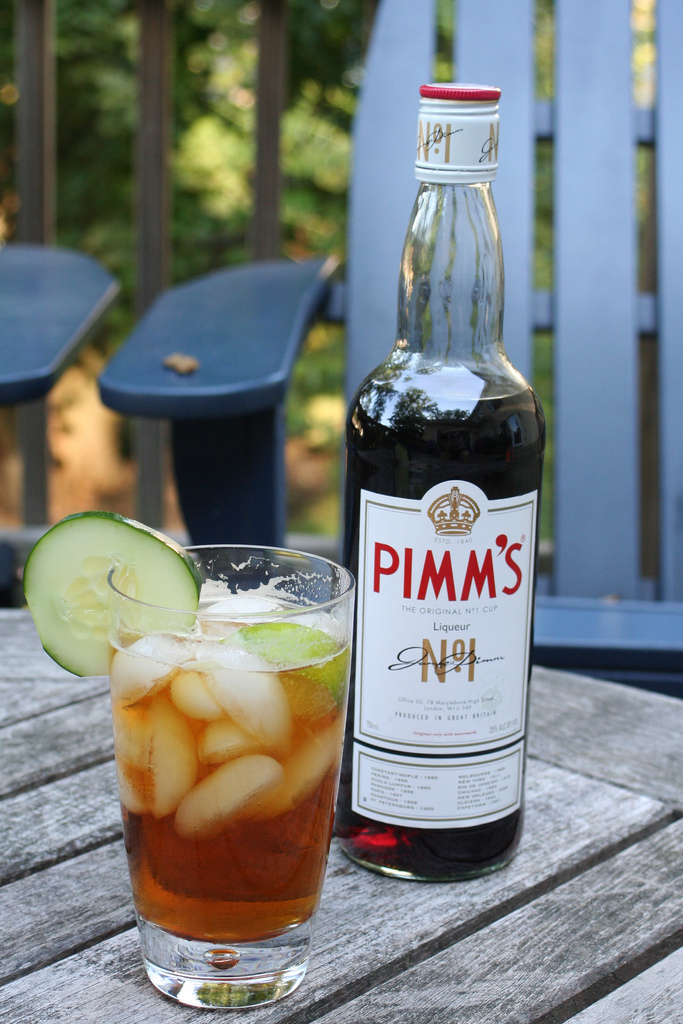
Pimm's

Pimm's es una bebida alcohólica popular en Inglaterra, sobre todo en el sur del país donde lleva el nombre genérico de summer cup. Es una bebida apreciada en el verano, durante los acontecimientos sociales de la estación, como el Festival de Glyndebourne, Wimbledon, la Ascot Gold Cup o la Real Regata de Henley.
Producida por primera vez en 1823 por James Pimm, la marca pertenece desde 2006 al grupo Diageo.

## Variantes
Esta bebida, con una graduación de 25°, se consume como jarabe; generalmente se diluye, usando 1/5 de Pimm's para hacer limonada, añadiendo frutas, fresas, manzanas, naranjas, limones, y trozos de pepino.
Hay seis tipos diferentes de Pimm's:
- Pimm's N°1 a base de ginebra, el más popular.[1][2]
- Pimm's N°2 a base de whisky
- Pimm's N°3 a base de brandy
- Pimm's N°4 a base de ron
- Pimm's N°5 a base de whiskey de centeno
- Pimm's N°6 a base de vodka